# Orbiting Solar Observatory 2
Orbiting Solar Observatory 2 (OSO 2) – drugi z serii ośmiu amerykańskich orbitalnych obserwatoriów Słońca w promieniach rentgenowskich, UV i gamma, w całym cyklu słonecznym. Celem drugorzędnym były badania pyłu kosmicznego. OSO-2 jako pierwszy w historii wyniósł koronograf w przestrzeń kosmiczną.
Statek pracował normalnie aż do wyczerpania paliwa silniczków nachylenia, 6 listopada 1965. Do 3 marca 1966 nadajniki statku włączano nieregularnie. Potem raz na tydzień, aż do 1 czerwca 1966, gdy przestał działać. 
4 marca 1965, 00:48 UTC, OSO-2 zaobserwował luki (dziury) w koronie słonecznej, w trakcie 20. cyklu słonecznego, obrazując powierzchnię Słońca na linii 30,4 nm. Drugi taki obraz wykonał 1 lutego 1966

## Budowa i działanie

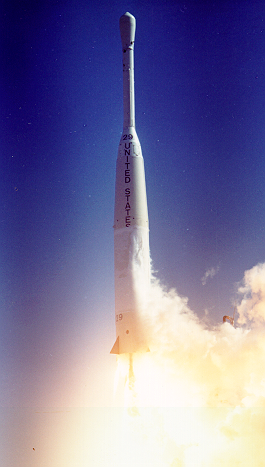
Start rakiety Thor Delta C z satelitą OSO-2

System pozycjonowania statku pozwalał na wycelowanie przyrządów naukowych w stronę Słońca w ramach rastru 40 na 40 minut łuku. Zbierane dane były jednocześnie nagrywane na rejestratorze i przesyłane radiowo z modulacją PCM/PM. Gama komend naziemnych obejmowała 70 rozkazów.

### Instrumenty naukowe
- Przyrząd detekcji słonecznych rozbłysków promieni rentgenowskich

Zadaniem instrumentu był pomiar słonecznych rozbłysków w promieniach rentgenowskich w trzech pasmach (0,2-0,8 nm, 0,8-2 nm, 4,4-6,0 nm); promieniowania tła w zakresie 0,2-0,8 nm; emisji promieniowania rentgenowskiego z prominencji słonecznych; mapowanie źródeł słonecznego promieniowania X w dwóch zakresach (0,2-0,8 nm i 4,4-6,0 nm). Instrument umieszczony był w sekcji "żagla" statku. Mógł pracować w dwóch trybach: punktowym i rastrowym. Tryb punktowy, praca jako teleskop promieniowania X, używał pięciu liczników Geigera-Mullera (trzech jako detektorów rozbłysków, jeden do pomiaru tła, jeden jako detektor prominencji). W trybie rastrowym, praca jako spektroheliograf rentgenowski, używał dwóch detektorów rozbłysków - przyrząd jednak nigdy nie działał w tym trybie z powodów technicznych. W trybie punktowym detektory rozbłysków były skierowane wprost na tarczę słoneczną (±1 minuta łuku od środka tarczy) w sposób ciągły monitorując jego aktywność. Przerwy w obserwacjach następowały w trakcie odczytu rejestratora taśmowego lub braku widoczności Słońca. Miernik promieniowania tła skierowany był z dala od tarczy słonecznej, zapewniając korektę pomiarów z uwagi tło. Detektor prominencji monitorował obszar w pobliżu Słońca sztucznie zakrytego dyskiem zaćmieniowym. Dokładność pomiaru intensywności rozbłysków wynosiła 7%, dla krótkich przedziałów czasowych (8 sekund), i poniżej 7% dla większych przedziałów czasowych (8 minut). Przyrząd zwrócił dane z około 1 miesiąca pracy.
- Koronograf

Instrument umieszczony był w sekcji "żaglowej" satelity. Mógł pracować, podobnie jak detektor rozbłysków, w trybie punktowym lub rastrowym. Tryb punktowy służył do pomiaru intensywności światła białego (tj. całkowitego widzialnego) korony słonecznej, za pomocą koronografu typu Lyota. W trybie tym, urządzenie było wycelowane w tarczę słoneczną z dokładnością ±1 minuty łuku. Za rejestrację światła korony odpowiedzialny był fotopowielacz. Rejestracji podległa korona odległa o 3,5-7 promieni Słońca. W trybie rastrowym instrument pracował jako spektroheliograf skrajnego ultrafioletu. Skanowany obszar 40×40 minut łuku zawierał całą tarczę słoneczną i część korony. Zobrazowaniu podlegały długości fal: 121,6 nm (wodór Lyman-α), 30,4 nm (He II), 58,4 nm. Rozdzielczość obrazów wynosiła ok. 1 minuty łuku. Dane odbierano między lutym a listopadem 1965.
- Detektor światła zodiakalnego

Detektor służył badaniom kierunku i intensywności spolaryzowanego światła zodiakalnego. Przyrząd umieszczony był w sekcji kolistej statku, mierząc światło wzdłuż osi obrotu - fotopowielacze z obrotowym polaryzatorem umieszczone były na wierzchy i spodzie sekcji kołowej. W trakcie projektowania instrumentu stwierdzono, że będzie on przydatny również do pomiaru poświaty niebieskiej. Analiza danych zwrócona przez instrument pozwoliła również na niespodziewane pomiary promieniowania ziemskiego i błyskawic.
- Detektor kosmicznego promieniowania gamma (100-1000 MeV)

Detektor mierzył kierunek i energię pierwotnego kosmicznego promieniowania gamma, w zakresie energii od 100 MeV do 1 GeV. Głównym celem naukowym była lokalizacja źródeł promieniowania i wyznaczenie ich widma w powyższym zakresie. Rozdzielczość energetyczna wynosiła około 30%, a dokładność wyznaczania położenia źródła, ±10°. Detektor tworzyły trzy liczniki: licznik Czerenkowa ze szkłem ołowiowym, licznik Czerenkowa ze szkłem akrylowym, i licznik ze scyntylatorem plastycznym.
- Detektor promieniowania gamma

Służył do rejestrowania promieniowania gamma pochodzącego ze Słońca i innych źródłem, w zakresie 100-700 keV, ze szczególnym uwzględnieniem linii 511 keV anihilacji pozyton-negaton. Czujnikiem był licznik scyntylacyjny z kryształem CSi aktywowanego tellurem (5,08×2,54 cm), obserwowanego przez pojedynczy fotopowielacz, oraz większego kryształu CSi(Tl), o rozmiarach 22,23×14,61 cm, w którym scyntylacje obserwowane były przez 4 fotopowielacze. Mniejszy kryształ umieszczony był we wnętrzu większego. Sygnały z obu dyskryminowane były układem antykoincydencyjnym, a analizowane przez analizator impulsowo-szczytowy. Detektor charakteryzował się kolimacją kątową, niską czułością tła, tłumieniem kontinuum Comptona i względnie wysoką efektywnością świetlną.
- Spektrometr słonecznego promieniowania ultrafioletowego
- Miernik emisji promieniowania cieplnego